# La Ferme des hommes brûlés
Pour plus de détails, voir Fiche technique et Distribution.
La Ferme des hommes brûlés (Woman Obsessed) est un film américain réalisé par Henry Hathaway et sorti en 1959.

## Synopsis
Au Canada, Mary Sharron est toujours hantée par la disparition tragique de son mari dans l’incendie de leur ferme. Se retrouvant seule pour s’occuper à la fois de son jeune garçon et des travaux de la ferme, elle embauche Fred Carter. Ils tombent amoureux et se marient, mais Robbie n’est pas prêt à accueillir ce « nouveau père ». S’ensuivront de violents affrontements avant que Fred et Robbie apprennent à mieux se connaître et finissent par pactiser.

## Fiche technique
- Titre : La Ferme des hommes brûlés
- Titre d'origine : Woman Obsessed
- Réalisation : Henry Hathaway, assisté de David S. Hall
- Scénario : Sydney Boehm d’après le roman de John Mantley, The Snow Birch
- Musique : Hugo Friedhofer
- Décors : Jack Martin Smith, Lyle R. Wheeler
- Costumes : Charles Le Maire
- Photo : William C. Mellor
- Montage : Robert L. Simpson
- Pays d'origine :  États-Unis
- Langue de tournage : anglais
- Producteur : Sydney Boehm
- Société de production : Twentieth Century Fox
- Société de distribution : Twentieth Century Fox
- Format : couleur par DeLuxe — 2.35:1 CinemaScope — 35 mm — version monophonique (Westrex Recording System) et version stéréo 4 pistes
- Genre : drame
- Durée : 103 min
- Date de sortie :
  - États-Unis : 27 mai 1959
- Affiche : Boris Grinsson (France)

## Distribution
- Susan Hayward : Mary Sharron
- Stephen Boyd : Fred Carter
- Barbara Nichols : Mayme Radzevitch
- Dennis Holmes : Robbie Sharron
- Theodore Bikel : le docteur R. W. Gibbs
- Arthur Franz (non crédité) Tom Sharron